# Mynes woodfordi
Mynes woodfordi är en fjärilsart som beskrevs av Frederick DuCane Godman och Osbert Salvin 1888. Mynes woodfordi ingår i släktet Mynes och familjen praktfjärilar. Inga underarter finns listade i Catalogue of Life.